# Stabat Mater (Pergolesi)

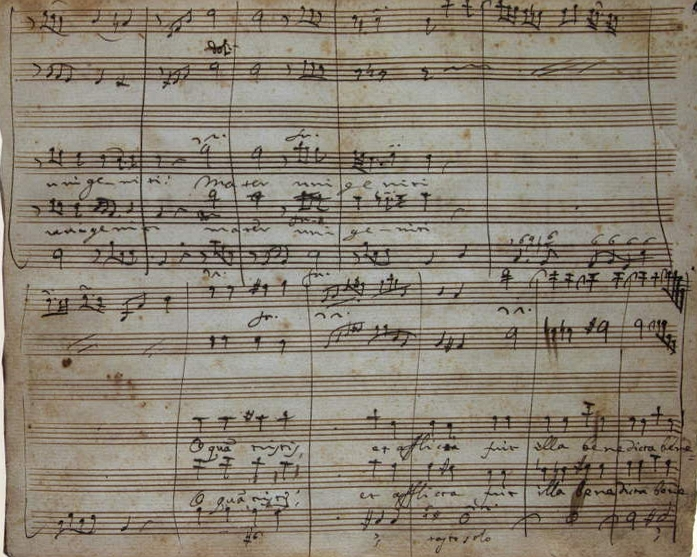
Pergolesi - Stabat Mater

Stabat Mater (P.77) é uma composição de Giovanni Battista Pergolesi, datada de 1736. A obra foi escrita nas últimas semanas de vida de Pergolesi para solistas soprano e contratenor, violino I e II, viola e baixo contínuo.